# Baron Harlech
Baronowie Harlech 1. kreacji (parostwo Zjednoczonego Królestwa)
- 1876–1876: John Ralph Ormsby-Gore, 1. baron Harlech
- 1876–1904: William Richard Ormsby-Gore, 2. baron Harlech
- 1904–1938: George Ralph Charles Ormsby-Gore, 3. baron Harlech
- 1938–1964: William George Arthur Ormsby-Gore, 4. baron Harlech
- 1964–1985: William David Ormsby-Gore, 5. baron Harlech
- 1985 -: Francis David Ormsby-Gore, 6. baron Harlech

Następca 6. baron Harlech: Jasset David Cody Ormsby-Gore